# 相ヶ瀬龍史
相ヶ瀬 龍史（あいがせ りゅうじ、1987年7月2日 - ）は、日本の俳優。
大阪府枚方市出身。ヴォーカル所属。

## 略歴
東京児童劇団に所属し、子役としてデビュー。1995年から1998年までの3年間、NHK教育『天才てれびくん』にてれび戦士として出演。
2019年現在は主に舞台で活躍。実用英語技能検定3級、普通救命士の資格を所有している。

## 出演

### テレビドラマ
- ドラマ新銀河 妻の恋（1995年、NHK総合）
- とおりゃんせ（1996年、NHK総合）
- ウルトラマンダイナ 第41話（1997年、毎日放送・TBS） - トキ 役
- 藤沢周平の人情しぐれ町 第一回（2001年、NHK総合）
- 北条時宗（2001年、NHK総合） - 鎌倉幕府第6代将軍宗尊親王 役
- 人にやさしく（2002年、フジテレビ）

### 映画
- 4MOVEMENT 四楽章
- 輪廻（2006年） - 落合拓馬 役

### オリジナルビデオ
- 警視庁「教室少年」編（2000年） - 主演

### 舞台
- インスペクターコールズ（1994年）
- 劇団四季 美女と野獣（1995年 - 1998年） - チップ 役
- 劇団四季 ライオンキング（1998年 - 2000年） - ヤングシンバ 役
- 音楽劇 銀河鉄道の夜（2001年）
- すったもんだカガミ町（2002年）
- アニー（2003年） - タップキッズ 役
- パイレート・クィーン（2009年）
- オペラ マノン・レスコー（2011年3月）
- オペラ サロメ（2011年10月、2016年3月）
- ようこそBar M'sへ（2011年11月） - 佐々木 役
- パーティ!アフターパーティ!!（2012年2月） - マツモト 役
- オペラ 魔笛（2013年4月、2016年1月）
- オペラ 三文オペラ（2013年7月）
- ミュージカル座 プロパガンダ・コクピット（2014年1月）
- シンガポール リバーナイトフェスティバル 能楽公演（2016年10月）※構成・演出：宮本亜門[2]
- デリバリースーサイド（2017年）
- ミュージカル 恋する♡ヴァンパイア（2018年）

### テレビアニメ
- キノの旅 -the Beautiful World-（2003年） - エルメス 役

### 劇場アニメ
- スプリガン（1998年） - マクドガル大佐 役
- キノの旅 何かをするために -life goes on.-（2005年） - エルメス 役
- キノの旅 -the Beautiful World- 病気の国 -For You-（2007年） - エルメス 役
- 鬼神伝（2011年） - 天邪鬼 役
- ベルセルク 黄金時代篇II ドルドレイ攻略（2012年）
- SHORT PEACE「火要鎮」（2013年） - 定吉 役

### ゲーム
- キノの旅 -the Beautiful World-（2003年） - エルメス 役
- キノの旅II -the Beautiful World-（2005年） - エルメス 役
- 電撃学園RPG Cross of Venus（2009年） - エルメス 役
- ぷよぷよ!!クエスト（2014年 - 2022年） - ふふふ 役[3]

### バラエティ
- 天才てれびくん（1995年4月24日 - 1998年4月3日、NHK教育テレビ） - てれび戦士

### CM
- ピザーラ「タラモちゃん」篇（2000年）
- セガ 湯川専務編